# Federación Malaya en los Juegos Olímpicos de Melbourne 1956
Federación Malaya estuvo representada en los Juegos Olímpicos de Melbourne 1956 por un total de 32 deportistas, 31 hombres y una mujer, que compitieron en 5 deportes.
El portador de la bandera en la ceremonia de apertura fue el halterófilo Tan Kim Bee. El equipo olímpico no obtuvo ninguna medalla en estos Juegos.